# 13147 Foglia
13147 Foglia este un asteroid din centura principală de asteroizi.

## Descriere
13147 Foglia este un asteroid din centura principală de asteroizi. A fost descoperit pe 24 februarie 1995 la Cima Ekar de Maura Tombelli. El prezintă o orbită caracterizată de o semiaxă mare de 2,94 ua, o excentricitate de 0,04 și o înclinație de 2,8° în raport cu ecliptica.